# Terence McMeekin
Sir Terence Douglas Herbert McMeekin, KCB, OBE (* 27. September 1918 in China; † 3. August 1984 in Tetbury, Gloucestershire) war ein britischer Offizier der British Army, der unter anderem als Generalleutnant zwischen 1972 und 1974 Oberkommandierender des Militärbezirks Südost (General Officer Commanding, South East District) war. Er fungierte zudem zwischen 1981 und 1983 als Lieutenant des Tower of London und damit als Stellvertreter des Konstabler des Towers.

## Leben

### Offiziersausbildung, Zweiter Weltkrieg und Nachkriegszeit
Terence Douglas Herbert McMeekin, Sohn von Herbert William Porter McMeekin und dessen Ehefrau Jean McMeekin, trat am 25. August 1938 Leutnant (Second Lieutenant) in das Royal Regiment of Artillery ein. Er nahm am Zweiten Weltkrieg teil und war zunächst zwischen 1941 und 1943 Dritter Generalstabsoffizier der Truppen auf Malta sowie 1943 kurzzeitig Zweiter Generalstabsoffizier im Hauptquartier der Achten Armee (Eighth Army). Nach dem Besuch des Staff College, Haifa wurde er 1944 Zweiter Generalstabsoffizier für Operationen sowie 1945 als Brigade Major Chef des Stabes der Royal Artillery der 1. Luftlandedivision (1st Airborne Division).
Nach Kriegsende war McMeekin zwischen 1945 und 1946 im Mandatsgebiet Palästina Batteriechef in der 6. Luftlandedivision (6th Airborne Division). 1947 wechselte er an die Artillerieschule (School of Artillery) in Manorbier und fungierte dort zunächst zwischen 1947 und 1948 als Geschütz-Inspekteur sowie anschließend von 1949 bis 1950 als Zweiter Generalstabsoffizier für Taktik. Er war zwischen 1952 und 1954 stellvertretender Assistierender Generaladjutant im Hauptquartier des I. Korps (I Corps) und absolvierte 1955 das Joint Services Staff College (JSSC). Danach war er zwischen 1955 und 1957 Batteriechef des 5. Regiments der Royal Horse Artillery sowie von 1958 bis 1960 Assistierender Adjutant und Generalquartiermeister im Hauptquartier der Landstreitkräfte in Hongkong. Als kommissarischer Oberstleutnant im Brevet-Rang (Brevet and Temporary Lieutenant-Colonel) wurde ihm für seine Verdienste in dieser Verwendung am 1. Januar 1960 das Offizierskreuz des Order of the British Empire (OBE) verliehen. Er war daraufhin zwischen 1960 und 1962 Kommandeur (Commanding Officer) des 29. Feldartillerieregiments (29 Field Regt, Royal Artillery) sowie von 1962 bis 1964 Chefinstrukteur für Taktik an der School of Artillery in Larkhill.

### Aufstieg zum Generalleutnant und Lieutenant des Tower of London
Während der sogenannten Konfrontasi, ein Konflikt zwischen Indonesien und Malaysia, war Terence McMeekin als Brigadegeneral (Brigadier) zwischen Oktober 1964 und Januar 1967 Kommandeur der 28. Infanteriebrigadegruppe des Commonwealth of Nations (Commander, 28 Commonwealth Infantry Bde Group, Malaya). Anschließend wechselte er im März 1967 ins Verteidigungsministerium und war dort bis Mai 1968 Leiter der Abteilung Öffentlichkeitsarbeit des Heeres (Director of Public Relations (Army), Ministry of Defence). Als Generalmajor (Major-General) löste er im Juli 1968 Generalmajor Tony Deane-Drummond als Kommandeur der 3. Division (General Officer Commanding, 3rd Division) ab und behielt diese Funktion bis Juni 1970, woraufhin Generalmajor Glyn Gilbert seine Nachfolge antrat. Er selbst fungierte daraufhin zwischen September 1970 und November 1972 als Kommandant des National Defence College (NDC) in Latimer. Für seine Verdienste wurde er 1972 Companion des Order of the Bath (CB). Des Weiteren wurde er am 5. Dezember 1972 Colonel Commandant, Royal Regiment of Artillery.
Zuletzt wurde McMeekin im Dezember 1972 Nachfolger von Generalleutnant Sir Allan Macnab Taylor als Oberkommandierender des Militärbezirks Südost (General Officer Commanding, South East District). Er bekleidete diesen Posten bis Dezember 1974 und wurde danach von Generalleutnant Sir Alexander James Wilson abgelöst. Am 1. Januar 1973 wurde er zum Knight Commander des Order of the Bath (KCB) geschlagen, so dass er fortan den Namenszusatz „Sir“ führte. 1975 trat er in den Ruhestand.
Als Nachfolger von Generalleutnant Sir Napier Crookenden wurde er am 1. November 1981 Lieutenant des Tower of London und damit Stellvertreter des Konstabler des Towers. Dieses Amt hatte er bis zum 1. März 1983 inne und wurde daraufhin von Generalleutnant Sir Hugh Cunningham abgelöst.